# Hiroki Noda
Hiroki Noda (野田 裕喜 Noda Hiroki?), född 27 juli 1997 i Kumamoto prefektur, är en japansk fotbollsspelare.
Noda började sin karriär 2014 i Roasso Kumamoto. 2016 flyttade han till Gamba Osaka. 2019 flyttade han till Montedio Yamagata.